# ساكيا

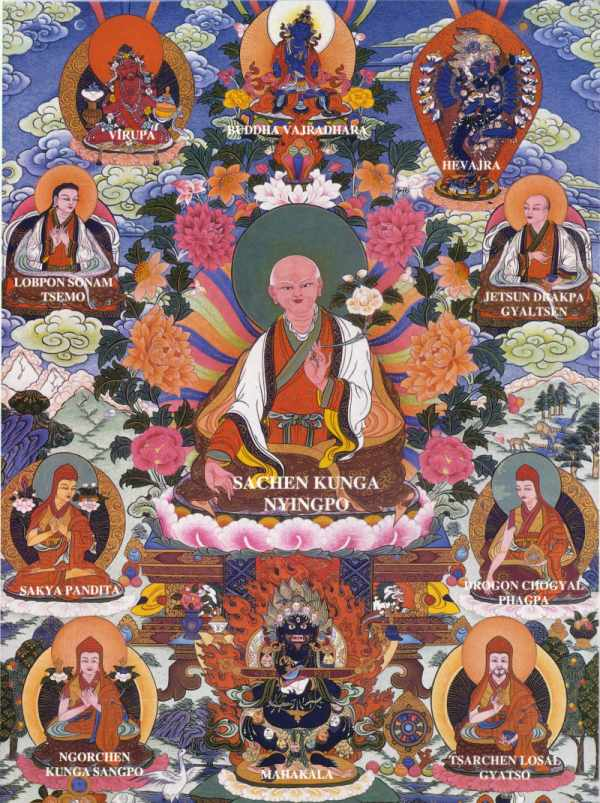
شجرة نسب ساكيا

ساكيا (بالتبتية: 'ས་སྐྱ་'، وتعني: «التراب الشاحب») هو إحدى المذاهب الأربعة الرئيسية في البوذية التبتيَّة، أمَّا المذاهب الثلاثة الأخرى فهي مذهب نيينغما ومذهب كاغيو ومذهب غيلوغ. وينتمي مذهب ساكيا مع مذهبيّ نيينغما وكاغيو إلى رتب القبعة الحمراء.

## الأصول

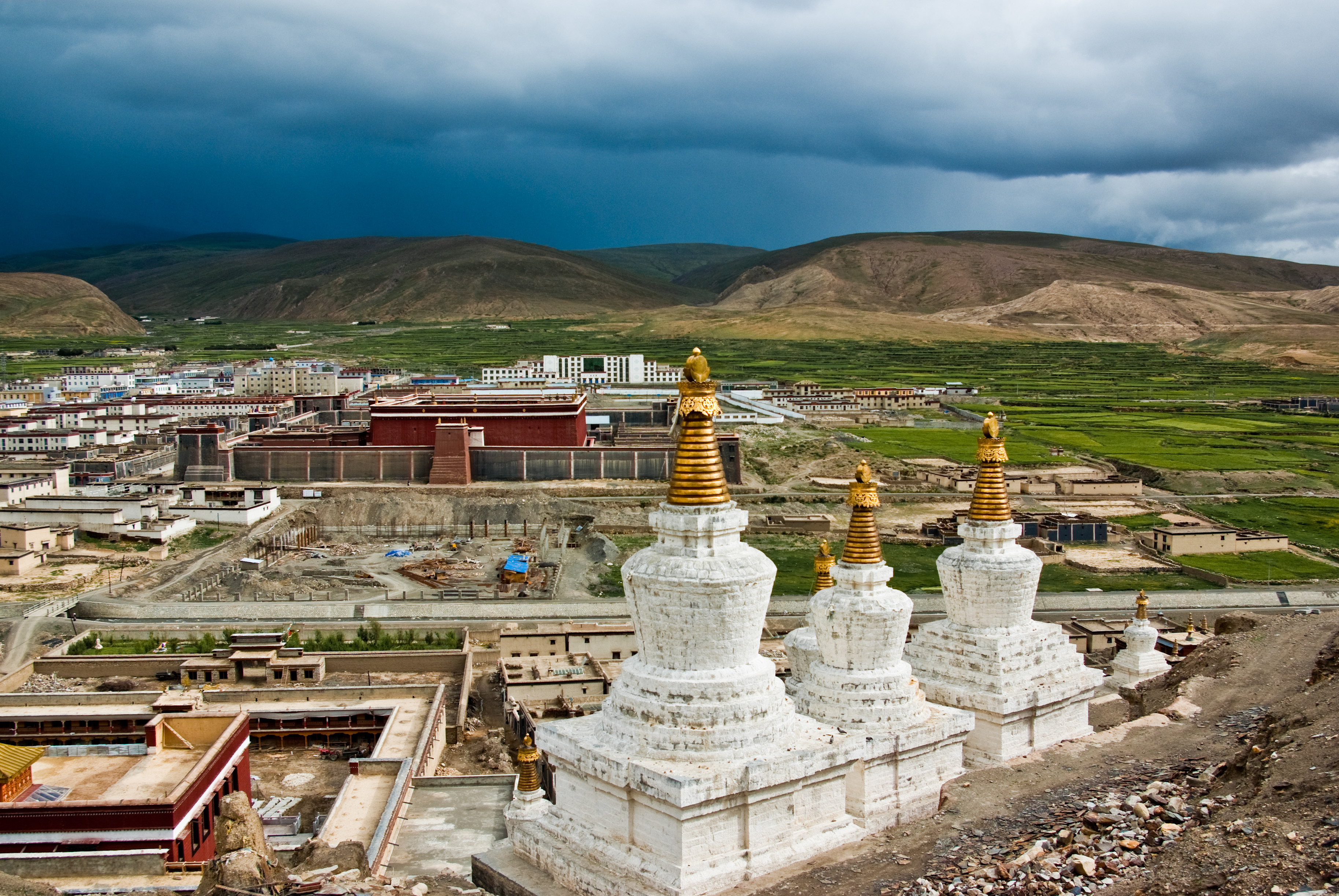
دير ساكيا

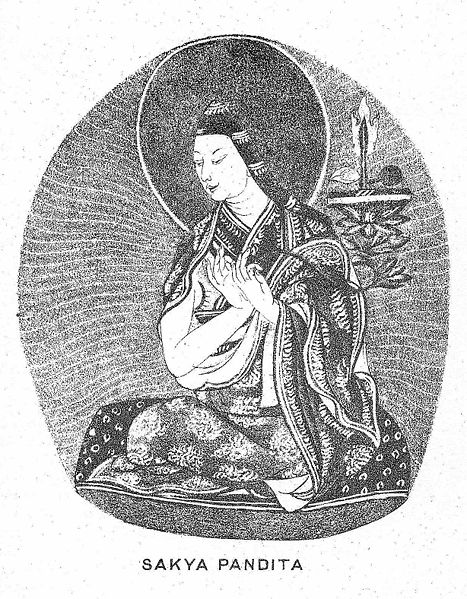
ساكيا بانديتا

يعود أصل كلمة «ساكيا» التي تعني «التراب الشاحب» بالتبتيَّة إلى المشهد الطبيعي الرمادي المميز الذي تتصف به تلال بونبوري الواقعة جنوب التبت بالقرب من شيغاتسي، وهناك يوجد دير ساكيا وهو أول دير رهباني والمقر الروحي لهذا المذهب والذي شيَّده خون خونتشوغ غيالبو (1034–1102) عام 1073.
نشأ مذهب ساكيا خلال الفترة الزمنيَّة الثانية لترجمة النصوص البوذيَّة من السنسكريتيَّة إلى اللغة التبتيَّة خلال أواخر القرن الحادي عشر. أسسه الباحث والمترجم البارز دروغمي الذي تلقى تعليمه في فيكراماشيلا تحت إشراف الماهاسيدها ناروبا وراتناكاراسانتي وفاغيشفاكيرتي وغيرهم من المعلمين البوذيين الأجلاء من الهند على مدى اثنتي عشر عاماً.
تتلمذ خون خونتشوغ غيالبو على يد دروغمي بعدما نصحه أخاه الأكبر بذلك.
يعود فضل تأسيس التقليد إلى ما يُعرف تقليدياً بـ«السادة الخمسة الأجلاء المُوقّرون» بدءاً من حفيد خونتشوغ غيالبو ساتشن كونغا نيينغبو الذي أُطلق عليه لقب «ساكيابا العظيم» أو «ساتشن»:
- ساتشن كونغا نيينغبو (1092–1158)
- سونام تسيمو (1142–1182)
- جتصن دراغبا غيالتسن (1147–1216)
- ساكيا بانديتا (1182–1251)
- دروغون تشوغيال فاغبا (1235–1280)

كان بوتون رنتشن دروب (1290–1364) من الباحثين والكتَّاب البارزين وأحد أهم المؤرخين في تاريخ التبت، ومن الباحثين البارزين في تقليد ساكيا أيضاً هنالك مجموعة ما يُعرف تقليدياً بـ«زخائف التبت الستة» وهم:
- ياكتوك سانغيي بال
- رونغتون (1367–1449)[6]
- نغورتشن كونغا زانغبو[7]
- زونغبا كونغا نامغييل
- غورامبا (1429–1489)
- ساكيا تشوكدن (1428–1507)

يتم تناقل القيادة الروحية لمذهب ساكيا عبر الأجيال من خلال نظام وراثي بين الأعضاء الذكور لفرع ساكيا من عائلة خون.

## وصلات خارجية
- His Holiness the Sakya Trizin, Official Website.
- The French Ngorpa temple.
- Palden Sakya - Website of Sakya Trizin's Monastery in Rajpur, India
- Tsechen Kunchab Ling - Sakya Trizin's seat in the United States
- Sakya Tsechen Thubten Ling - Canada